# Chikuhoku (Nagano)
Chikuhoku (jap. 筑北村, -mura) ist ein Dorf in Higashichikuma-gun in der Präfektur Nagano auf der japanischen Hauptinsel Honshū.

## Geografie
Chikuhoku hat eine Fläche von 99,5 km² und 5.195 Einwohner (Stand: 1. Februar 2010). Es besteht aus drei Ortsteilen (s. Geschichte), die voneinander durch Gebirgszüge getrennt sind. Es gibt keine direkte Gebirgsstraße zwischen den Ortsteilen Sakai und Sakakita, wodurch Sakai eine verkehrstechnische Exklave ist. Durch Chikuhoku fließen die Flüsse Omi und Tōjō. Nachbargemeinden sind die Großstädte (shi) Azumino, Chikuma, Matsumoto, Nagano und Ueda sowie die Dörfer Ikusaka und Omi (Higashichikuma-gun), und Aoki (Chiisagata-gun).

## Geschichte
Chikuhoku entstand am 11. Oktober 2005 durch die Zusammenlegung der bis dahin eigenständigen Dörfer Sakai, Honjō und Sakakita. Ursprünglich sollte auch das Dorf Omi ein Ortsteil von Chikuhoku werden. Omi erklärte aber am 12. September 2004, nicht an der Gebietsreform teilzunehmen.

## Verkehr
Chikuhoku ist über die Shinonoi-Linie von JR East an das japanische Schienennetz angeschlossen. In Chikuhoku liegen die Bahnhöfe Nishijō, Sakakita und Kamuriki.
Durch Chikuhoku führt die Nagano-Autobahn. In Chikuhoku gibt es zwar keine Anschlussstelle, aber zwei Bushaltestellen für die Schnellbuslinien zwischen Nagano und Matsumoto. Des Weiteren führen die Nationalstraßen 143 und 403 durch Chikuhoku.

## Bildungseinrichtungen
In jedem der drei Ortsteile gibt es jeweils eine Grundschule, die vom Dorf getragen werden. Außerdem gibt es eine Mittelschule. Chikuhoku beteiligt sich an der Trägerschaft der Chikuhoku-Mittelschule, die jedoch im Nachbardorf Omi liegt. Für die Erwachsenenbildung gibt es eine Bücherei.

## Söhne und Töchter des Dorfes
- Hora Tomio – Ehemaliger Professor für japanische Geschichte an der Waseda-Universität
- Masaru Yokoyama – Komponist
- Masuda Kaneshichi – Politiker, * 1898 im Dorf Sakakita

## Weblinks

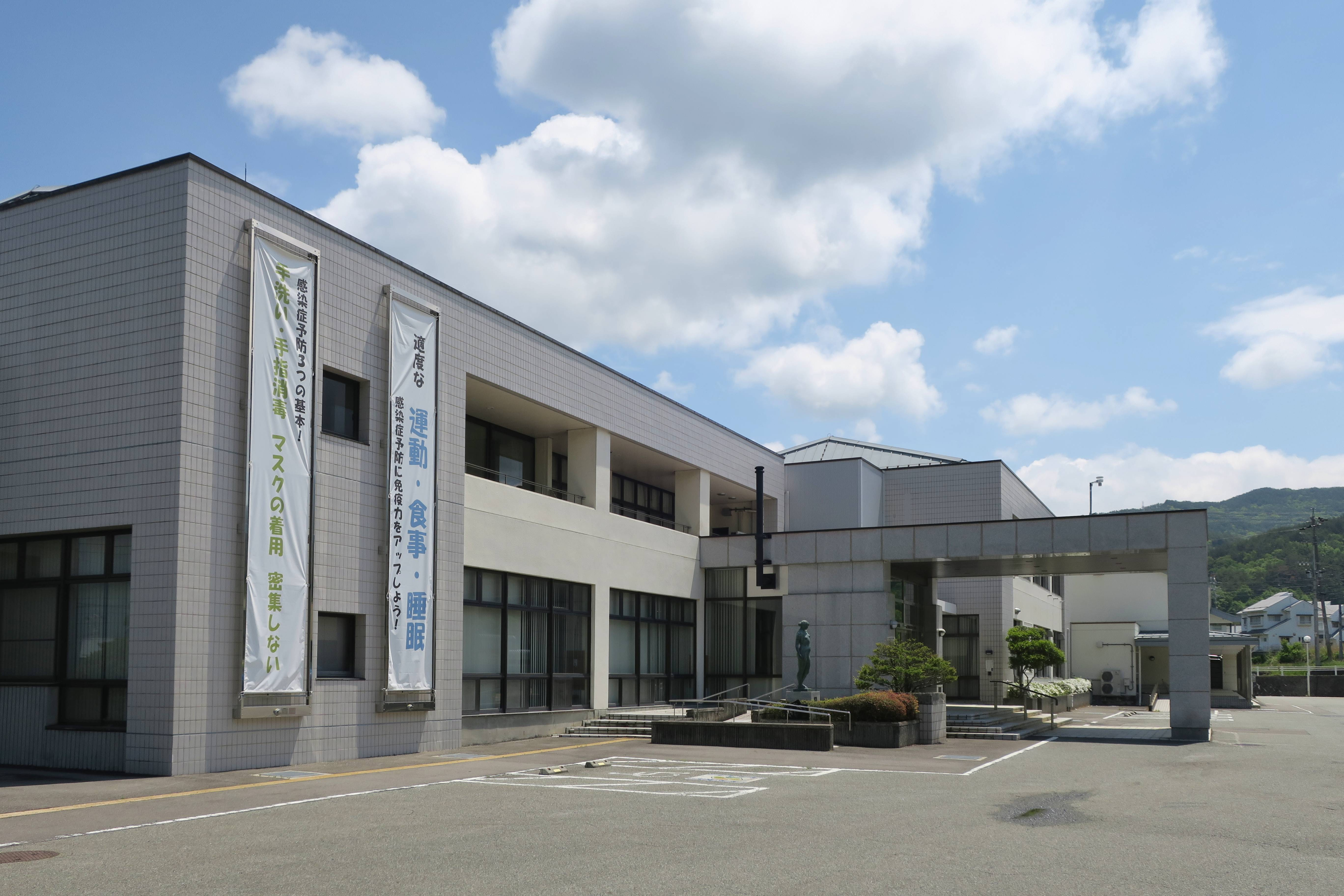
Rathaus